# Central (Hongkong)
Central is een dichtbevolkte en drukke wijk in Central and Western District, Hongkong Island, Hongkong. Het wordt gekenmerkt als het zakendistrict van Hongkong.
Soms gebruikt men Chung Wan, de HK-romanisatie van de Chinese naam 中環 (pinyin: zhōng huán) als naam voor Central. Central is een van de vier gebieden(ringen) van Victoria City, daarom betekent 中環 ook letterlijk de middelste ring.
Het gelijknamige metrostation van de MTR bevindt zich in Central onder de Chater Road en de Des Voeux Road. Het station had vroeger de naam "Chater", omdat het precies onder de Chater Road ligt. De naam is veranderd door de komst van de Island Line die precies onder de Des Voeux Road rijdt.
Een ander MTR-station die zich ook in Central bevindt is station Hong Kong. Die station bevindt zich ten noorden van station Central en ligt onder Two International Finance Centre, het IFC-gebouw, het hoogste gebouw op Hongkong Island.

## Belangrijke objecten

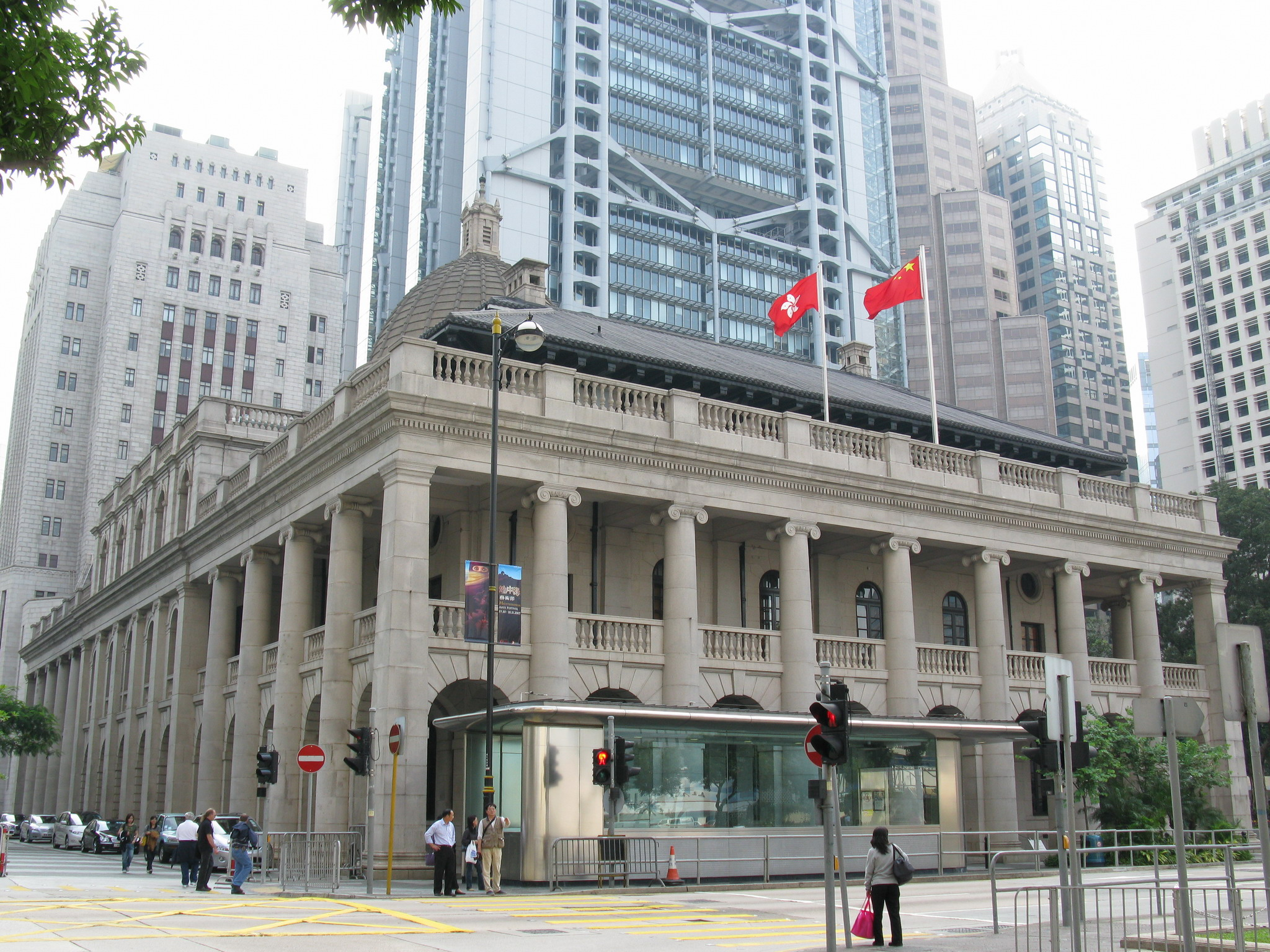
Veel van Hongkongs bezienswaardigheden bevinden zich in de stad Central

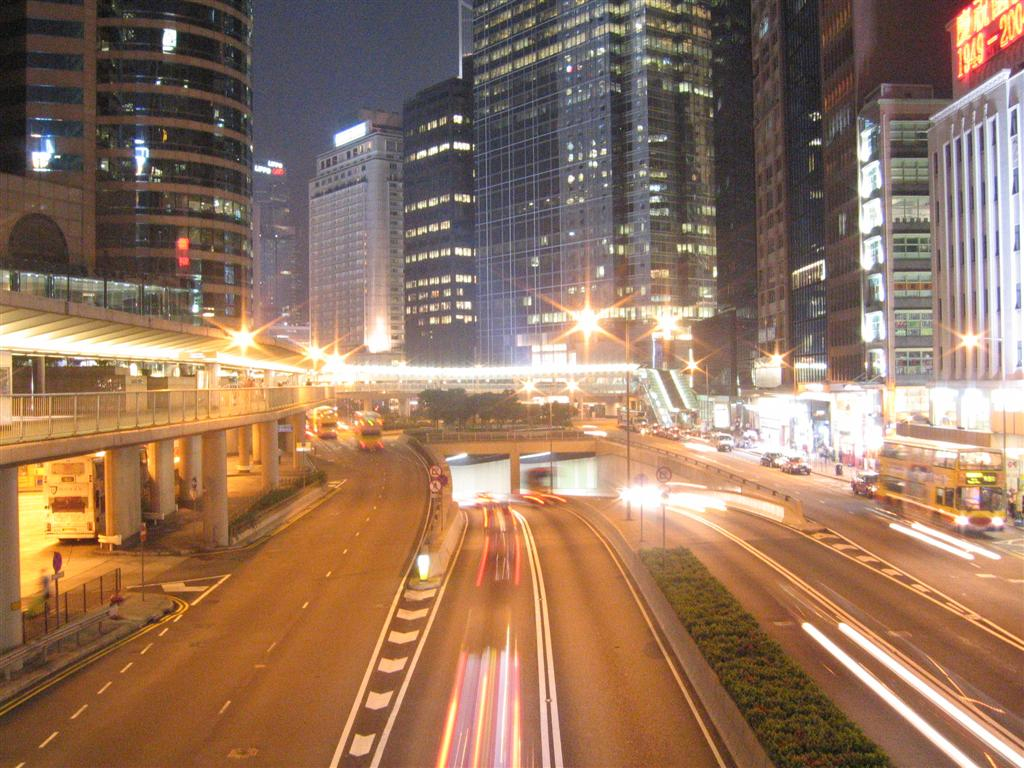
Nachtelijk beeld van Connaught Road Central

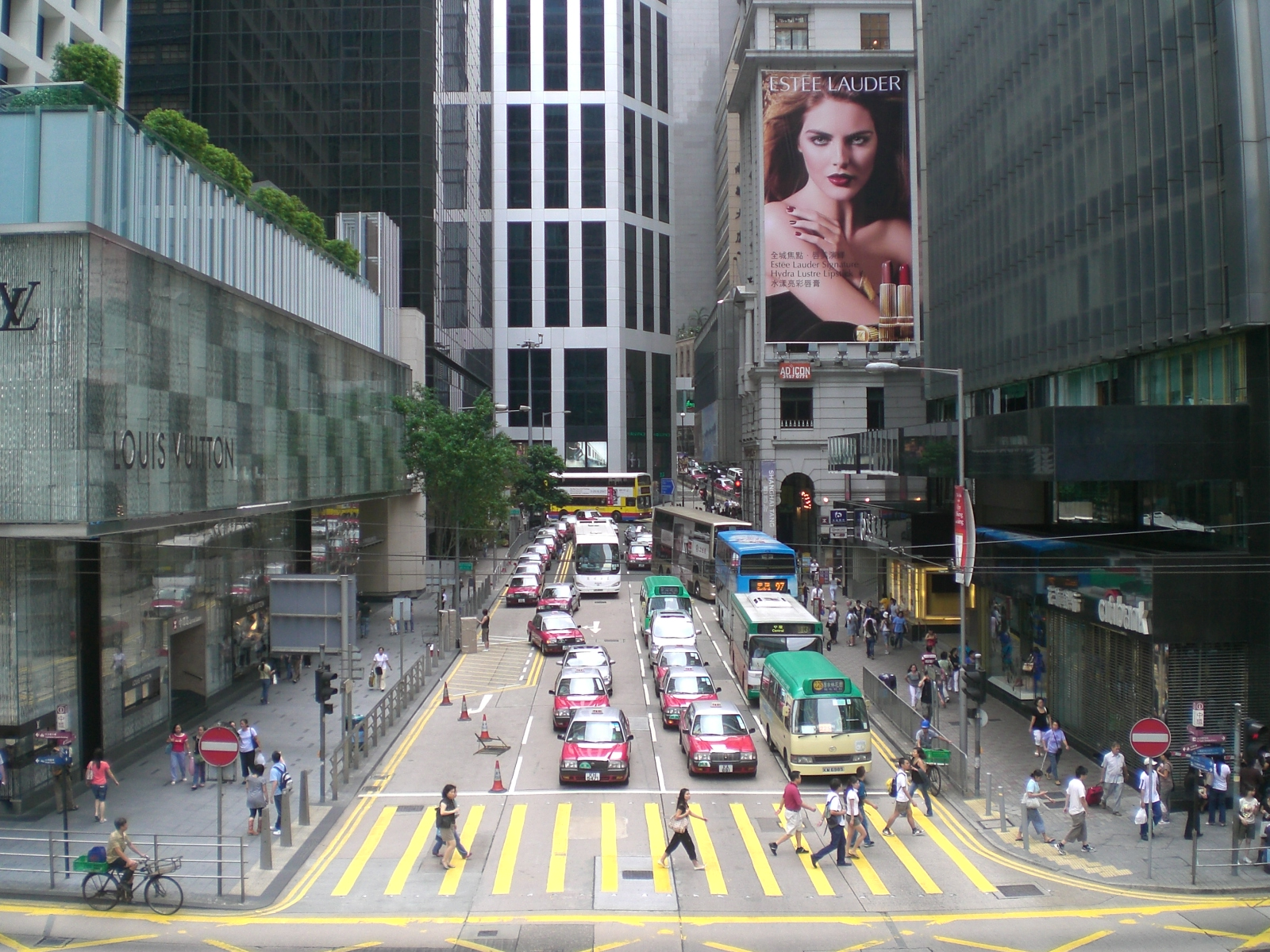
Pedder Street

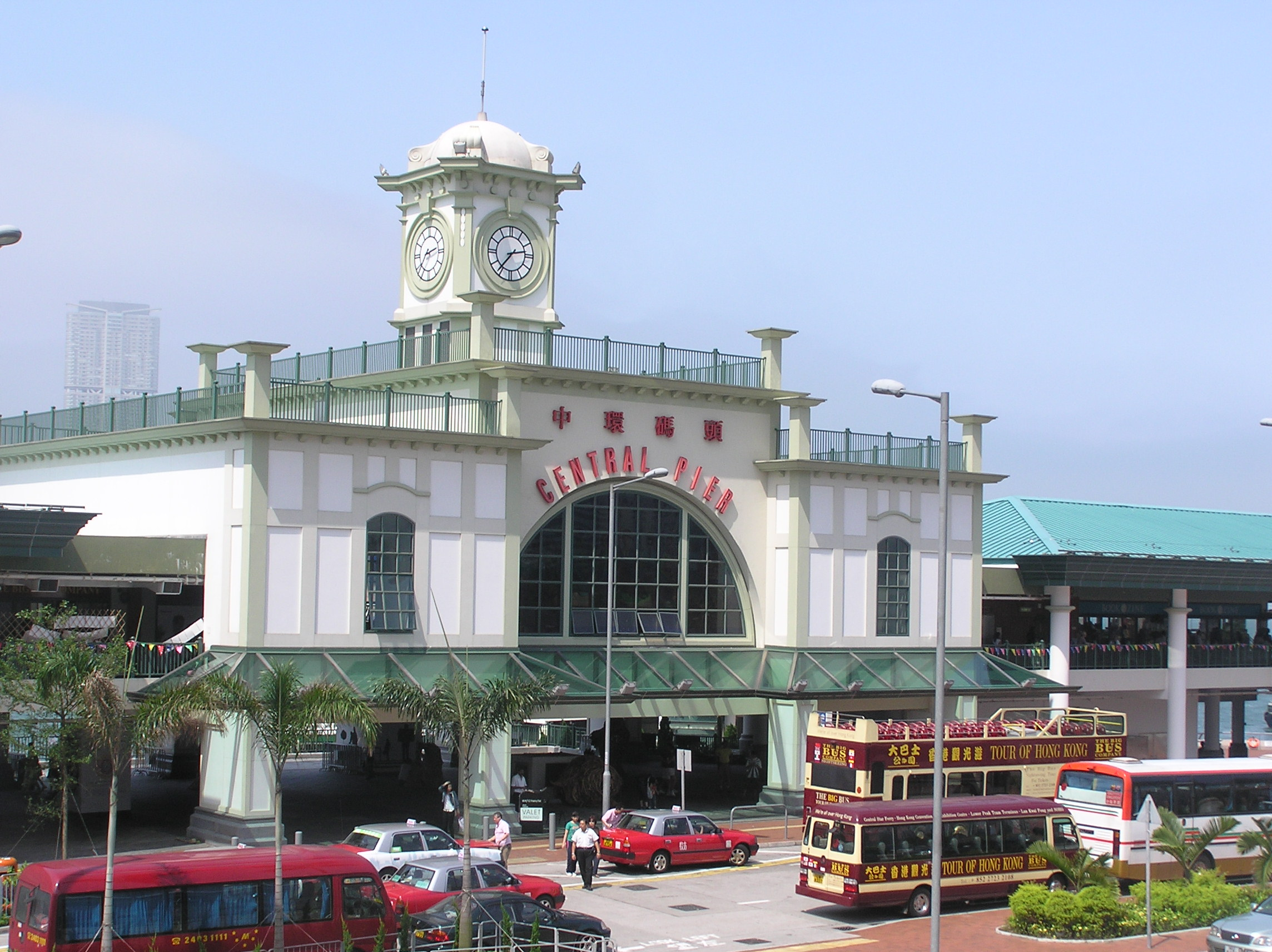
Star Ferry Pier

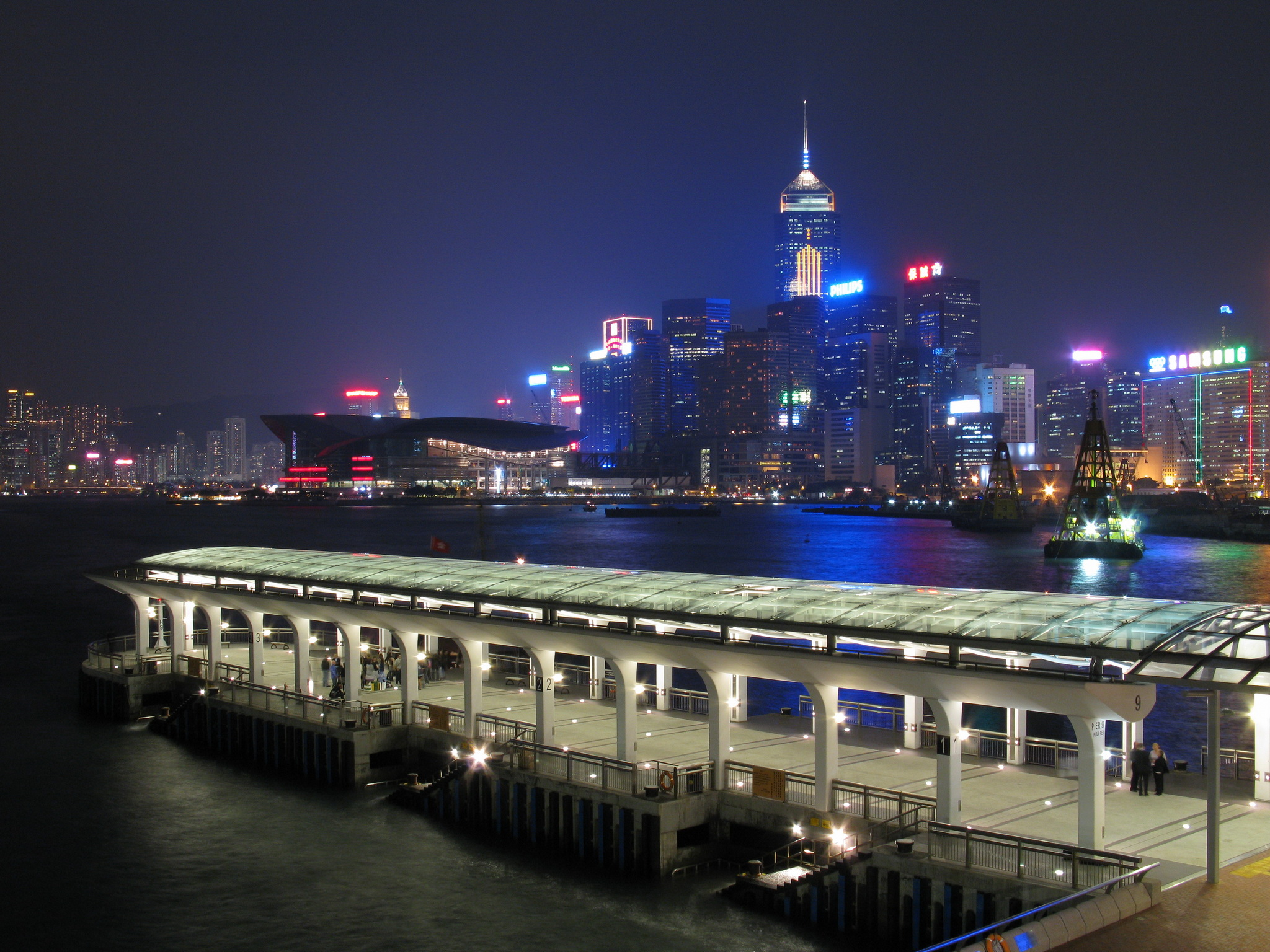
Central Pier 9, 's nachts

### Plaatsen en straten
- Arbuthnot Road
- Connaught Road Central
- Cotton Tree Drive
- Des Voeux Road Central
- Duddell Street
- Edinburgh Place
- Garden Road
- Hollywood Road
- Ice House Street
- Ladder Street
- Lan Kwai Fong
- Lower Albert Road
- Pedder Street
- Queen's Road Central
- Soho, Hong Kong
- Statue Square
- Wyndham Street

### Gebouwen
- Cheung Kong Center
- AIA Central
- The Galleria
- Prince's Building
- Hutchison House
- Bank of America Tower
- Hong Kong Club Building
- Citibank Tower
- Alexandra House
- The Center
- Entertainment Building
- The Centrium
- Chater House
- Standard Chartered Building
- HSBC Main Building
- City Hall
- Bank of China Tower
- Two International Finance Centre (IFC)
- Exchange Square
- Jardine House
- Court of Final Appeal
- Star Ferry Pier
- The Landmark
- Queen's Pier
- Legislative Council Building
- The Cenotaph
- Foreign Correspondents' Club

### Hotels
Central, Tsim Sha Tsui en Tsim Sha Tsui East hebben samen veel hotels.
- Mandarin Oriental (Connaught Road Central)
- Landmark Mandarin Oriental (The Landmark)
- Island Shangri-la (Pacific Place, Admiralty)
- Ritz-Carlton (Chater Road), closed 1 January 2008.
- Conrad International (Pacific Place, Admiralty)
- JW Marriott, Hong Kong (Pacific Place, Admiralty)
- Four Seasons (IFC)

### Scholen
- Sacred Heart Canossian School
- St. Paul's Co-educational College
- St. Joseph's College, Hong Kong
- St. Paul's Co-educational (Kennedy Road) Primary School
- St. Paul's Co-educational (Macdonnell Road) Primary School
- Raimondi College
- St. Stephen's Girls' College

### Gebedsplaatsen
- Verschillende Chinese tempels
- St. John's Cathedral (Sheng Kung Hui, Anglican Church)
- First Church, Church of Scientology
- Union Church
- Immaculate Conception Cathedral, Hong Kong (Roman Catholic)
- St. Joseph's Church (Roman Catholic)